# Automeris pomifera
Espèce
Automeris pomifera est une espèce de papillons de la famille des Saturniidae.